# Una maschietta tutto pepe
Una maschietta tutto pepe (Rough House Rosie) è un film muto del 1927 diretto da Frank R. Strayer. La sceneggiatura si basa su Rough House Rosie, un racconto di Nunnally Johnson apparso il 12 giugno 1926 sul The Saturday Evening Post.

## Trama
Durante una gita in spiaggia, Rosie O'Reilly e il suo innamorato, il pugile Joe Hennessey, incontrano Kid Farrell, allenatore di Joe, e un indovino che predice la fama di Rosie in qualità di ballerina. A causa di un malinteso riguardo ad una spilla di diamanti regalatole da Lew McKay, Rosie viene arrestata per furto, ma Arthur Russell identifica il gioiello e la salva. Impressionato dalla ricchezza di Arthur e soprattutto dalla sua posizione sociale, Rosie dimentica presto Joe, che inizia a studiare galateo, ma senza alcun risultato. La notte del grande incontro pugilistico di Joe, Rosie, perdendo interesse per la festa di Arthur, va al ring, distoglie l'attenzione dell'avversario di Joe con sguardi languidi, e garantisce in tal modo la vittoria finale di Joe.

## Produzione
Il film, prodotto dalla Paramount Famous Lasky Corporation, fu girato nei Paramount Studios, al 5555 di Melrose Avenue, a Hollywood.

## Distribuzione
Il copyright del film, richiesto dalla Paramount Famous Lasky Corp., fu registrato il 14 maggio 1927 con il numero LP23959.
Presentato da Jesse L. Lasky e Adolph Zukor, venne distribuito nei cinema statunitensi il 14 maggio 1927; in Italia arrivò l'anno successivo. In Finlandia, il film uscì nelle sale il 2 gennaio 1928, mentre - sempre nel 1928 - in Portogallo venne distribuito il 7 novembre con il titolo A Revoltosa.
Il film è considerato perduto, ne rimane soltanto un trailer di 54 secondi